# Israelândia
Israelândia är en kommun i Brasilien.   Den ligger i delstaten Goiás, i den centrala delen av landet, 300 km väster om huvudstaden Brasília. Antalet invånare är 2 888.
Omgivningarna runt Israelândia är huvudsakligen savann. Runt Israelândia är det mycket glesbefolkat, med 4 invånare per kvadratkilometer.